# Davide Campari
Davide Campari (Milano, 14 novembre 1867 – Sanremo, 7 dicembre 1936) è stato un imprenditore italiano.

## Biografia

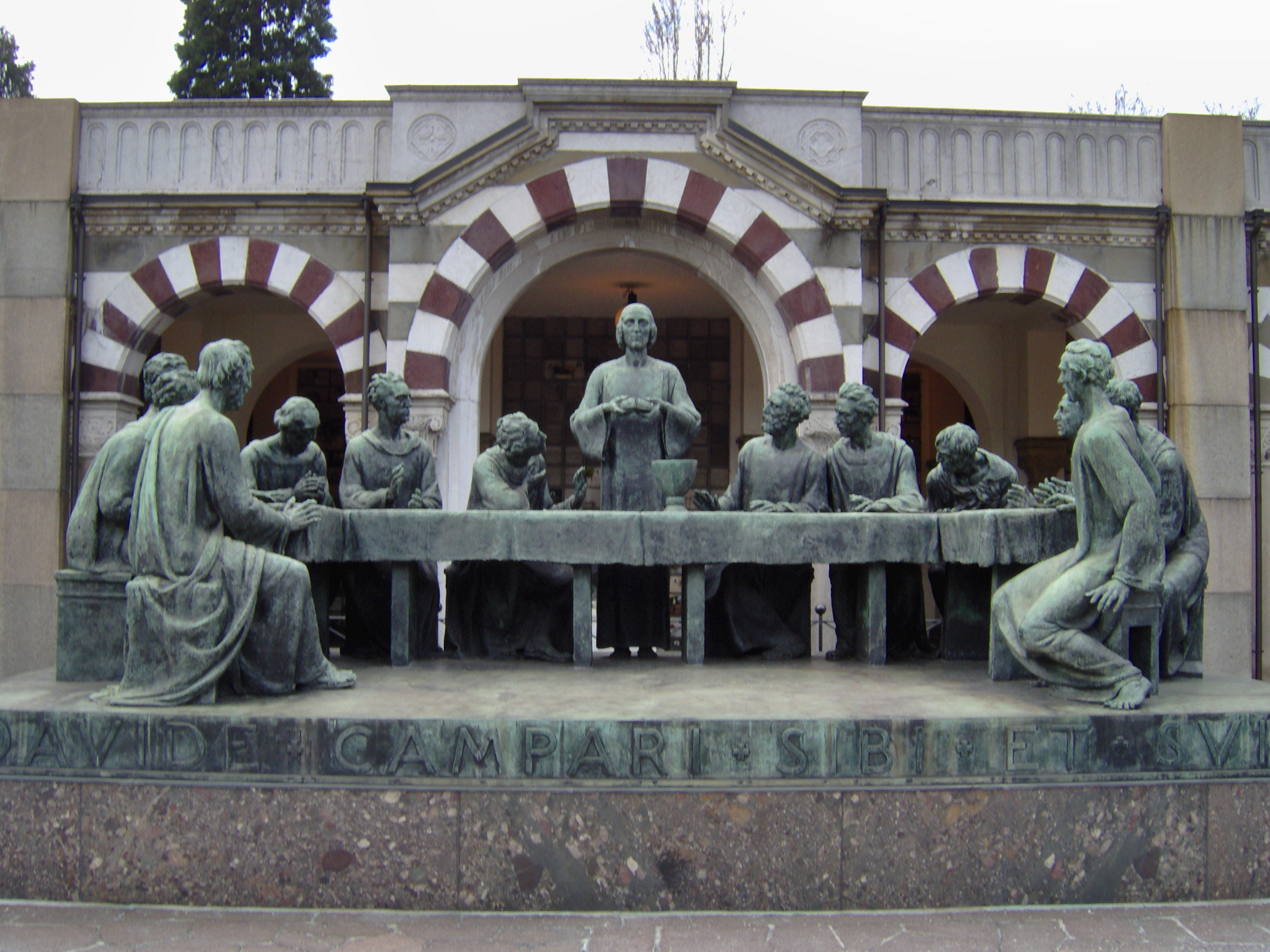
Tomba della famiglia Campari al cimitero monumentale di Milano

Davide Campari è il figlio di Gaspare Campari, il creatore della famosa bevanda, e Letizia Galli. Nel 1865 la famiglia si era trasferita da Novara, dove commerciava in liquori e bevande di fabbricazione artigianale, a Milano, iniziando qui la produzione del «Bitter». Il padre fu uno dei primi a stabilirsi in galleria Vittorio Emanuele II; Davide fu il primo milanese a nascere lì. Successivamente, Gaspare aprì una bottiglieria sull'angolo verso il Duomo ma fu Davide che nel 1915 aprì il famoso Caffè Camparino.
Davide era il quarto di cinque figli: Giuseppe, Antonietta, Eva e ultimogenito Guido. Il maggiore, intraprese una carriera letteraria e non s'interessò mai all'attività dell'azienda, fu dunque naturale che dopo la morte del padre, Davide e suo fratello Guido prendessero le redini della ditta, che fu rinominata Gaspare Campari. Fratelli Campari successori. Davide, che aveva anche studiato in Francia, aprì una piccola fabbrica di liquori e sciroppi in via Corsico a Milano, e cercò di migliorare sempre di più il famoso Bitter creato dal padre.
Creò un nuovo liquore, che ebbe lo stesso successo di quello paterno, il Cordial Campari, fatto con lamponi di montagna macerati nel cognac, e ispirato a prodotti francesi, allora molto in voga, come il Chartreuse e il Bénédictine. Nel 1904 Davide aprì uno stabilimento a Sesto San Giovanni, mentre la gestione del Caffè rimase al fratello minore, Guido. Davide Campari era un vero imprenditore e aveva un approccio estremamente moderno nella gestione dell'azienda, separò l'attività industriale da quella commerciale, si specializzò nella produzione di pochi prodotti di grande successo e ampliò i punti vendita non solo in Italia ma anche all'estero. Nel 1910 la ditta divenne Davide Campari & C. e nel 1926 Davide decise di cambiare la politica aziendale concentrando la produzione sulle bevande più conosciute e meno simili ad altri prodotti esistenti, l'aperitivo Campari Bitter e il Cordial Campari.
Nel 1923 aprì un nuovo stabilimento a Nanterre e nel 1932 nacque il Camparisoda, il primo aperitivo monodose nel mondo, la cui bottiglietta, disegnata da Fortunato Depero, resterà invariata. In quegli anni decise anche di dare uno slancio internazionale all'azienda e aprì varie filiali in Argentina.
Davide Campari morì a Sanremo il 7 dicembre 1936 e fu sepolto, nella tomba di famiglia, presso il cimitero monumentale di Milano. Alla sua morte, non avendo figli, la gestione dell'azienda passò al fratello Guido, alla sorella Eva ed al nipote Antonio Migliavacca, figlio di Antonietta.

## Riconoscimenti
Le città di Sesto San Giovanni, Milano e Roma gli hanno dedicato una via.
A Sesto San Giovanni, in via Sacchetti 20, è possibile visitare la Galleria Campari, un moderno edificio progettato da Mario Botta intorno alla palazzina liberty che nel 1904 fu il primo stabilimento di Davide Campari. L'edificio è di un color rosso che ricorda il colore della famosa bevanda. Al primo piano sono esposte le numerose pubblicità della Campari, che si avvalse sempre della collaborazione dei maggiori artisti e disegnatori del suo tempo, dando così un'immagine moderna e accattivante delle bibite e dei liquori prodotti dall'azienda.